# Albert Decourtray
Albert Decourtray (9. dubna 1923 Wattignies – 16. září 1994 Lyon) byl francouzský kardinál, lyonský arcibiskup a člen Francouzské akademie. Jeho biskupské heslo bylo In simplicitate.

## Život a kariéra
Roku 1941 vstoupil do katolického semináře v Lille. Byl vysvěcen na kněze 29. června 1947. Ve studiích pokračoval na Fédération universitaire et polytechnique de Lille a roku 1948 vstoupil na Pontificia Università Gregoriana v Římě, kde vykonával funkci kaplana v kostele San Luigi dei francesi . Doktorát z teologie získal roku 1951.
Po návratu domů se stal učitelem semináře v Lille (1952 až 1966). Roku 1966 byl jmenován generálním vikářem v lillské diecézi.
Pavel VI. jej jmenoval 27. května 1971 pomocným biskupem v Dijonu. Byl vysvěcen 3. července téhož roku. Dijonským biskupem byl jmenován 22. dubna 1974 a nahradil tak rezignovaného André Charlese de la Brousseho. 29. října 1981 jej Jan Pavel II. jmenoval lyonským arcibiskupem. Předsedal francouzské biskupské konferenci v letech 1987 až 1990. Kardinálem se stal 25. května 1985 (titulus Trinità dei Monti). Byl členem rady pro komunikaci s nevěřícími. Byl známý svým dlouhodobým dialogem s židovskou komunitou.
Členem Francouzské akademie se stal 1. července 1993.
Zemřel v Lyonu na krvácení do mozku.

## Dílo
- Livre de la Sagesse, 1955
- Présence d’Elisabeth de la Trinité, 1980
- Une voix dans la rumeur du monde, 1988
- Un évęque et Dieu, 1989
- Comment vivre le Sacrement de la Pénitence, 1992